# Anagaloidea
Anagaloidea — вимерлий ряд плацентарних ссавців, який вперше з'явився в епоху палеоцену.

## Таксономія
Відповідно до традиційної (морфологічної) точки зору, Anagaloidea є частиною надряду Anagalida разом із землерийками, гризунами та зайцеподібними. Однак таксон Anagalida вважається поліфілетичним. Генетичні дослідження показали, що слонові землерийки насправді є частиною іншої макрогрупи ссавців під назвою Afrotheria, тоді як положення кількох вимерлих сімейств Anagalida залишається невизначеним. Zalambdalestidae майже напевно не пов'язані з жодною з цих груп; вони, ймовірно, представляють більш базальні евтерії і можуть навіть не бути справжніми евтеріями взагалі.
Anagalidae та Pseudictopidae, ймовірно, представляють справжню кладу. Ця клада відома як Anagaloidea, яка, схоже, пов’язана з гризунами та зайцеподібними. Разом вони утворюють кладу Glires, яку часто об’єднують з Euarchonta, утворюючи надряд Euarchontoglires.

### Класифікація
- Надряд Anagalida парафілетичний !
  - Ряд Anagaloidea
    - Родина Anagalidae
      - Рід Anagale

    - Родина Pseudictopidae
    - Родина Astigalidae?

  - Родина Zalambdalestidae?
    - Рід Zalambdalestes